# Rome (Illinois)
Rome è un census-designated place (CDP) degli Stati Uniti d'America, situato nello Stato dell'Illinois, nella contea di Peoria.

## Geografia fisica
Secondo lo United States Census Bureau ha un'area di 4.9km² di solo terreno.